# Siren of Hell

Siren of Hell est un film américain muet réalisé par Raoul Walsh et sorti en 1915.

## Fiche technique
- Titre original : Siren of Hell
- Réalisation : Raoul Walsh
- Société de production : Fox Film Corporation
- Société de distribution : Fox Film Corporation
- Pays de production :  États-Unis
- Langue originale : anglais
- Format : noir et blanc — 35 mm — 1,37:1 — film muet
- Genre : drame
- Date de sortie :
  - États-Unis : 1915
- Licence : Domaine public

## Distribution
- Theda Bara